# Декарбоксилаза ароматических аминокислот
Декарбоксилаза ароматических аминокислот (англ. Aromatic L-amino acid decarboxylase, синонимы: англ. DOPA decarboxylase, tryptophan decarboxylase, 5-hydroxytryptophan decarboxylase, AAAD) — фермент (энзим), участвующий в процессе органического декарбоксилирования.

## Реакции
Фермент катализирует различные декарбоксилирующие реакции:
- L-дофа → дофамин (нейротрансмиттер)
- 5-гидрокситриптофан → серотонин (нейротрансмиттер)
- триптофан → триптамин (прекурсор многих алкалоидов у растений и животных)

Фермент использует фосфат пиридоксаля, активную форму витамина B6, как кофермент.

## Патологии
Мутации гена DDС приводят к недостаточности декарбоксилазы ароматических аминокислот — заболеванию, впервые описанному в 1990 году.

## Генетика
Ген, кодирующий фермент, локализован в хромосоме 7 у человека и назван DDC.
Однонуклеотидные полиморфизмы и другие вариации гена коррелируют с нейро-психическими расстройствами. Отсутствие в экзоне одной пары оснований в 601 позиции и четырёх пар оснований в 722—725 позициях было связано с биполярным расстройством и аутизмом.